# Musała
Musała (bułg. Мусала) – najwyższy (2925 m n.p.m.) szczyt masywu Riła, zarazem najwyższy szczyt Bułgarii, Europy Wschodniej, jak i całego Półwyspu Bałkańskiego.
Istnieje duża trudność w określeniu wysokości względnej szczytu. Jeśli traktować Musałę jako jedną z gór Riła, to wysokość ta będzie liczona od dna doliny Jezior Musaleńskich (2389 m n.p.m.) i wynosiła nieznacznie ponad 500 m. Jeśli jednak potraktujemy całą Riłę jako jeden masyw górski, a Musałę jako jego najwyższy wierzchołek, to wysokość względna wyniesie około 1600 m. Istnieją sprzeczne oceny co do charakteru Riły, gdyż teren ten ma swoistą kaskadową rzeźbę i trudno wyróżnić podstawy konkretnych gór. 
Południowe zbocza Musały mają wysokość kilkuset metrów.
Według legendy pierwszym człowiekiem na szczycie był Filip II Macedoński w IV wieku p.n.e.